# Чулкова, Анастасия Александровна
Анастасия Александровна Чулкова (род. 7 марта 1985, Москва) — российская трековая и шоссейная велогонщица. Чемпионка мира 2012 года в гонке по очкам, серебряный призёр Летней Универсиады 2011 года в гонке по очкам. Многократная чемпионка России, Заслуженный мастер спорта России.

## Достижения

### Трек
2002
 Чемпионат мира — кейрин U19
2003
 Чемпионат мира — спринт U19
 Чемпионат Европы — гонка по очкам U19
 Чемпионат Европы — гит U19
2004
Кубок мира 2004
командная гонка преследования — 3-я на этапе в Сиднее
2005
 Чемпионат Европы — кейрин U23
2006
 Чемпионат Европы — спринт U23
2007
 Чемпионат Европы — гонка по очкам U23
Кубок мира 2007-2008
командная гонка преследования — 3-я на этапе Сиднее (с Ромонютой и Слюсаревой
командная гонка преследования — 3-я на этапе Пекине
командная гонка преследования — 3-я на этапе Лос-Анджелесе
скрэтч — 3-я на этапе в Сиднее
скрэтч — 3-я на этапе в Копенгагене
2008
 Чемпионат Европы — омниум
2010
11-я Чемпионат мира — командная гонка преследования
Кубок мира 2010-2011
скрэтч — итоговый зачёт
скрэтч — 1-я на этапе в Манчестере
2011
8-я Чемпионат мира — скрэтч
11-я Чемпионат мира — командная гонка преследования
 Универсиада — гонка по очкам
2012
 Чемпионат мира — гонка по очкам
2013
6-я Чемпионат мира — гонка по очкам
11-я Чемпионат мира — гонка преследования
2014
7-я Чемпионат мира — гонка по очкам
2015
9-я Чемпионат мира — командная гонка преследования
2019
Кубок мира 2019-2020
скрэтч — итоговый зачёт
скрэтч — 2-я на этапе в Глазго

### Шоссе
2012
Гран-при Майкопа
2013
3-й этап Тур Адыгеи
3-й этап Трофи д’Ор
2014
2-я на Гран-при Майкопа
2015
3-й этап Тур острова Чжоушань II

## Рейтинги
| Год                 | 2012  | 2013 | 2014  | 2015  |
| ------------------- | ----- | ---- | ----- | ----- |
| Мировой рейтинг UCI | 318-й | 84-й | 127-й | 162-й |
|                     |       |      |       |       |
| Источник: UCI       |       |      |       |       |